# RkCN Oksywie
RkCN Oksywie (Radiokomunikacyjne Centrum Nadawcze Oksywie) – maszt o wysokości 60 metrów znajdujący się w Gdyni na Oksywiu. Obecnie znajduje się jedna stacja, stacja h60 została rozebrana w 2022 roku, kolejną historyczną stacją jest h64.

## Parametry
- Wysokość posadowienia podpory anteny: 53 m n.p.m.[2]
- Wysokość zawieszenia systemów antenowych: TV: 58, 64 m n.p.t.[2]

## Nadawane programy

### Programy radiowe
| LP | Program                  | Właściciel                    | Częstotliwość | Moc transmisji |
| -- | ------------------------ | ----------------------------- | ------------- | -------------- |
| 1  | Polskie Radio Program II | Polskie Radio S.A.            | 97,20 MHz     | 0,10 kW        |
| 2  | RMF FM                   | Radio Muzyka Fakty Sp. z o.o. | 97,7 MHz      | 1 kW           |
| 3  | Antyradio                | Radiostacja Sp. z o.o.        | 101,10 MHz    | 0,50 kW        |
| 4  | Vox FM                   | Time S.A.                     | 105,60 MHz    | 1 kW           |
| 5  | Meloradio                | EUROZET Sp. z o.o.            | 106,70 MHz    | 3 kW           |
| 6  | RMF Classic              | Opera FM Sp. z o.o.           | 107,10 MHz    | 1 kW           |

### Programy telewizyjne – cyfrowe
| Nazwa multipleksu | Częstotliwość | Kanał | Moc promieniowana nadajnika | Polaryzacja | Kompresja wizji |
| ----------------- | ------------- | ----- | --------------------------- | ----------- | --------------- |
| MUX 3             | 690,00 MHz    | 48    | 1,4 kW                      | pozioma     | MPEG-4          |

### Nienadawane analogowe programy telewizyjne
Programy telewizji analogowej wyłączone 28 listopada 2012.
| LP | Program | Nazwa kontrahenta          | Częstotliwość | Kanał | Moc transmisji |
| -- | ------- | -------------------------- | ------------- | ----- | -------------- |
| 1  | TVP1    | Telewizja Polska S.A.      | 183,25 MHz    | 7     | 0,05 kW        |
| 2  | TVP2    | Telewizja Polska S.A.      | 495,25 MHz    | 24    | 0,05 kW        |
| 3  | TVN     | TVN S.A                    | 642,25 MHz    | 42    | ?              |
| 4  | Polsat  | Telewizja Polsat Sp. z.o.o | 762,25 MHz    | 57    | ?              |